# Crocicchia
Crocicchia (in corso A Crucichja) è un comune francese di 47 abitanti situato nel dipartimento dell'Alta Corsica nella regione della Corsica.
Il comune comprende i seguenti centri abitati: Crocicchia (capoluogo), Sant'Andrea, Micoria, Nove Piane, Petriccie e Casanile.

## Società

### Evoluzione demografica
Abitanti censiti